# 東條かつ子

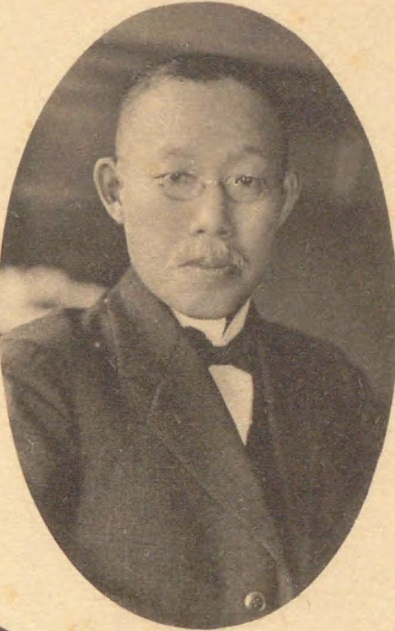
父親の伊藤万太郎。

東條 かつ子（とうじょう かつこ、1890年（明治23年）10月8日 - 1982年（昭和57年）5月29日）は、第40代内閣総理大臣・東條英機の妻。夫の英機との間に7人の子供を儲けた。
生涯に渡って本人が用いた署名は「かつ子」。戸籍名はカツ。通称は勝子。
国防婦人会副会長を務めた。

## 敗戦まで
かつ子は福岡県田川郡安真木村（現在の川崎町）の出身で、地元の長者の伊藤万太郎の娘として生まれる。幼少時から向学心が強かった。小倉高等女学校（現：福岡県立小倉西高等学校）在学中は、小倉の萬徳寺（英機の母・千歳の実家。伊藤家の遠縁でもあった。）に下宿していた。小倉高女を卒業すると、明治時代の女性にとっての最高レベルの教育を受けるべく、1906年（明治39年）に、日本女子大学校（現：日本女子大学）国文科に入学のため上京。保証人は英機の父・英教であり、かつ子は東條家をたびたび訪問した。
日本女子大の3年生になったかつ子は、1909年（明治42年）4月11日、当時陸軍歩兵中尉だった英機と学生結婚した。「結婚は、日本女子大を卒業した後」と考えていたかつ子は英機との縁談をいったんは断ったが、姑となる千歳から「結婚後も日本女子大への通学を認める」という条件を提示されて結婚を承諾したものであった。しかし結婚後に「学問のある女」を嫌う姑の千歳から「毎日朝5時に起きて、13人が暮らす東條家の膨大な家事を全て終わらせない限り、登校させない」という苛めに遭い、わずか1か月半で中退に追い込まれた。
千歳はヒステリックな性格で、東條家の皆が腫れ物に触る思いで接していたという。
日本女子大を中退した後も続いた、かつ子に対する千歳の苛めは、後年のかつ子が
「私もすぐには戸籍に入れてもらえず、どうしてこれだけ苛められるのか分からないと思うほど、痛めつけられました。」
と回想するほど凄まじいものであった。

### 英機との夫婦仲
無類の愛妻家であった英機との夫婦仲は、極めて円満であった。
かつ子は、姑の千歳による激しい苛めに苦しんでいた時の心境を、
「苦しい気持を察してくれる主人の優しさがただありがたくて、この人の為に命の尽きるまで頑張ろうと思い定めましたことでした。」
と回想している。
英機が大尉から少佐の時期に3年ほど欧州に駐在した際は、英機からかつ子へ144通、かつ子から英機へ159通の手紙が行き交った。英機が首相を務めていた昭和17年の正月、年賀の酒に酔った英機が「芸者遊びにうつつを抜かす者など駄目だ！ 俺は若い時も今も女房一筋だ！」という旨を「放言」した挿話がある。

## 敗戦後
日本が1945年（昭和20年）に連合国に降伏し、英機が巣鴨拘置所に収監され、極東国際軍事裁判でA級戦犯とされて刑死すると、かつ子を中心とする英機の遺族は日本国民からの憎悪を一身に浴び、激しい迫害に晒された。しかし、かつ子の英機への思いは生涯変わらなかった。かつ子は遺族として恩給（公務扶助料）を受給した（昭和33年当時で年額58万円以上）。
昭和20年8月15日の敗戦直前、英機はかつ子と子どもたちを奥多摩に疎開させる手配をしていたが、それが実現する前に日本は敗戦に至った。その後疎開先を九州に変え、子どもたちを先に送り出した後、かつ子も遅れて疎開する予定でいた。9月11日にアメリカ軍MPが二人の住む家に接近したため、英機の指示によりかつ子は直前に家を脱出した。このため、かつ子は同日の英機の自殺未遂の際の様子を直接見聞きしていない。この自殺未遂も含めて、敗戦後に英機は世論から激しい非難を受けており、かつ子も新聞記者に追われ、捏造された発言が報道されたりしていた。しかし、後にかつ子は自分たちがこうした目に遭ったことも、戦争の犠牲者のことを思えば苦になることでないと自ら発言している。
かつ子は熱心な仏教徒だった。巣鴨拘置所に収監された英機が仏教に帰依した理由に、かつ子の影響があったといわれている。
戦後、かつ子はほとんど取材を受けていなかった。しかし、昭和40年代から昭和50年代頃にはノンフィクション作家の保坂正康から取材を受けた。その後の1979年（昭和54年）頃に同じくノンフィクション作家の佐藤早苗がかつ子への取材を行い、かつ子の評伝『東條勝子の生涯：”A級戦犯”の妻として』 （時事通信社、1987年）を上梓した。
1982年（昭和57年）5月29日に老衰のために死去。91歳没。

## 評価
戦後のかつ子に面会した戦史研究家の半藤一利は、かつ子は控えめな人柄で、英機の「敗戦責任」を極めて重く受け止めていたという旨を述べている。